# 波留克列特斯

Polykleitos Doryphoros

波留克列特斯（希臘語：Πολύκλειτος）是古希腊著名的艺术家。
波利克萊塔斯﹝Polyclitus﹞一心追求人體最完美的表現法的理論，他認為人的頭與全身最均衡調和的比例應該是一比七；並且歸納整理出了一本著作《規範》﹝Kanon﹞，在這本書裡，他將理論加以具體化，因為其內容表現了人體解剖學與人體美學的典型，由此可以看出希臘人注重理性的特質。他有一件的著名的《持矛者》雕像﹝Doryphoros﹞，雕像的人體比例表現出十分完美，成為後人追求理想化人體比例的標準。相對於菲狄亞斯被人稱為「神的雕刻家」，波利克萊塔斯也被人稱為「人的雕刻家」。